# Over the Hills and Far Away (레드 제플린의 노래)
〈Over the Hills and Far Away〉는 영국의 록 밴드 레드 제플린의 1973년 음반 《Houses of the Holy》의 세 번째 트랙이다. 미국에서는 〈Dancing Days〉를 B-사이드로 하여 싱글로 발매되었다.

## 구성 및 녹음
지미 페이지와 로버트 플랜트는 원래 1970년에 웨일스의 작은 오두막집인 브론 얼 아이르에 이 곡을 작곡했는데, 이 곡은 북미 콘서트 투어를 마친 후 그곳에서 머물렀다. 이 곡은 처음에 레드 제플린 웹사이트에 있는 원작 마스터의 사진에서 보여지듯이 〈Many, Many Times〉이라고 불렸다.
페이지는 6현 어쿠스틱 기타 도입을 연주하며 12현 어쿠스틱 기타로 테마를 반복한다. 이것은 밴드 전체와 함께 일렉트릭 기타가 이끄는 섹션으로 이어진다.
프리벌스 인터루션과 기악 브릿지를 통해 〈Over the Hills and Far Away〉는 존 폴 존스와 존 본햄의 팽팽한 상호 작용을 보여주는 사례로 눈에 띈다. 마지막 구절에 이어 리듬 섹션이 서서히 사라지고, 점차적으로 페이지의 일렉트릭 기타에서 나오는 메아리와 클라비넷에서 존스가 연주한 몇 개의 화음으로 대체되었다. 마지막 8개의 막대에서 페이지는 선형적으로 하강/상승 순서를 실행한 다음 페달 스틸 기타를 모방하여 동기식 V-I 카덴스로 마무리한다.